# Square de Luynes
Le square de Luynes est une voie du 7e arrondissement de Paris, en France.

## Situation et accès
Le square de Luynes est une voie située dans le 7e arrondissement de Paris. Il débute au 5, rue de Luynes et se termine en impasse.
Le quartier est desservi par la ligne 12 à la station Rue du Bac.

## Origine du nom
Son nom provient de l’hôtel de Luynes et de Chevreuse, démoli en 1900, sur l’emplacement duquel la rue de Luynes et le square se trouvent.

## Historique
Cette voie est ouverte sous sa dénomination actuelle en 1901.
En 1966, selon un conseiller municipal de l’arrondissement, le square « n’a encore jamais eu de chaussée bitumée »,.

## Bâtiments remarquables et lieux de mémoire
- No 1 : en 2006, Tamim ben Hamad Al Thani, émir du Qatar, alors âgé de 25 ans, achète cet hôtel particulier de deux étages dans le square, ainsi que tout le mobilier qu’il contient, le mobilier lui étant cédé pour la somme de 754 000 euros[5],[6].
- No 2 : en 1926 se trouve à cette adresse la Société des études historiques[7].

## Divers
- Il existe un cheval de course scandinave baptisé du nom de Square de Luynes[8].